# China op de Olympische Winterspelen 1988
Tijdens de Olympische Winterspelen van 1988, die in Calgary (Canada) werden gehouden, nam China voor de derde keer deel.

## Deelnemers en resultaten

### Kunstrijden
| Olympiër                | Discipline | Resultaat | Prestatie                                                        |
| ----------------------- | ---------- | --------- | ---------------------------------------------------------------- |
| Zhang Zhubin            | mannen     | 20e       | 39,4 punten (verpl. figuren: 22 - korte kür: 18 - lange kür: 19) |
| Jiang Yibing            | vrouwen    | 26e       | dnq (verpl. figuren: 23 - korte kür: 28)                         |
| Mei Zhibin Li Wei       | paarrijden | 14e       | 20,0 punten (korte kür: 15 - lange kür: 14)                      |
| Liu Luyang Zhao Xiaolei | ijsdansen  | 19e       | 38,0 punten (verpl. dans: 19 - org. dans: 19 - vrije dans: 19)   |

### Langlaufen
| Olympiër    | Discipline            | Resultaat | Prestatie            |
| ----------- | --------------------- | --------- | -------------------- |
| Zhao Jun    | 15 km klassiek (m)    | 74e       | 50.55,2 (+9.36,3)    |
| Zhao Jun    | 30 km klassiek (m)    | 64e       | 1:39.13,9 (+14.47,6) |
|             |                       |           |                      |
| Tang Yuqin  | 20 km vrije stijl (v) | 47e       | 1:06.50,1 (+10.56,5) |
| Wang Jinfen | 5 km klassiek (v)     | dnf       | opgave               |
| Wang Jinfen | 10 km klassiek (v)    | 51e       | 38.47,7 (+8.39,4)    |

### Schaatsen
| Olympiër     | Discipline   | Resultaat | Prestatie           |
| ------------ | ------------ | --------- | ------------------- |
| Liu Yanfei   | 1500 m (m)   | 31e       | 1.57,38 (+5,32)     |
| Lu Shuhai    | 10.000 m (m) | 29e       | 14.49,52 (+1.01,32) |
|              |              |           |                     |
| Wang Xiaoyan | 5000 m (v)   | 16e       | 7.46,30 (+32,17)    |
| Zhang Qing   | 3000 m (v)   | 21e       | 4.30,19 (+18,25)    |

Amerikaanse Maagdeneilanden · Andorra · Argentinië · Australië · België · Bolivia · Bondsrepubliek Duitsland · Bulgarije · Canada · Chili · China · Chinees Taipei · Costa Rica · Cyprus · Denemarken · Duitse Democratische Republiek · Fiji · Filipijnen · Finland · Frankrijk · Griekenland · Groot-Brittannië · Guam · Guatemala · Hongarije · IJsland · India · Italië · Jamaica · Japan · Joegoslavië · Libanon · Liechtenstein · Luxemburg · Marokko · Mexico · Monaco · Mongolië · Nederland · Nederlandse Antillen · Nieuw-Zeeland · Noord-Korea · Noorwegen · Oostenrijk · Polen · Portugal · Puerto Rico · Roemenië · San Marino · Sovjet-Unie · Spanje · Tsjecho-Slowakije · Turkije · Verenigde Staten · Zuid-Korea · Zweden · Zwitserland